# 하와유브레드
하와유브레드는 2020년 1월17일에 공개되는 웹드라마다.미정

## 기획 의도
신비로운 베이커리에서 매일 아침 '소원을 들어주는 빵'을 만드는 비밀스런 천재 파티쉐인 한도우와 그를 섭외하기 위해 베이커리에 잠입하는 예능프로 여작가 노미래에 관한 따뜻한 감동스토리

## 등장 인물
- 수호 : 한도우 역
- 이세영 : 노미래 역
- 강필선 : 데이먼 역
- 김서라
- 서정연
- 이기찬
- 오상진
- 한소영
- 임병기
- 이수련 : 채병부인 역
- 임승준